# Sniper team

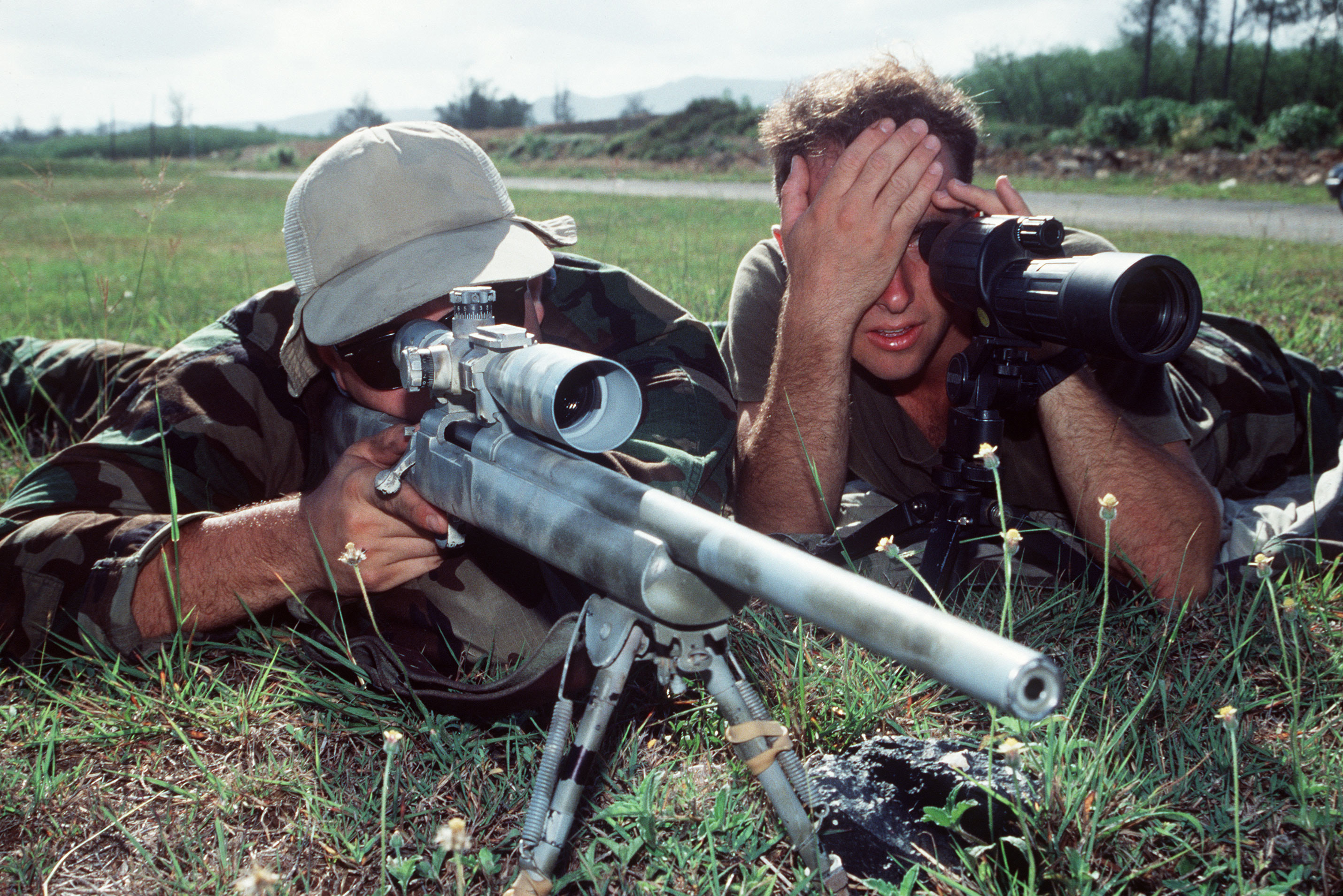
Una squadra di cecchini dei Navy SEAL

Una squadra di tiratori scelti è una piccolissima unità militare costituita da due soldati, il tiratore scelto e l'assistente avvistatore. È prevista dalla dottrina militare di Stati Uniti d'America, Canada, Regno Unito e Russia sia in operazioni che prevedono l'impiego dei cecchini, che in talune operazioni speciali di polizia.

## Descrizione
In realtà entrambi gli operatori hanno la qualifica di tiratore scelto, ma si avvicendano nei due ruoli accennati. Ciò avviene per varie ragioni, ad esempio per alleviare l'affaticamento oculare dell'avvistatore (in seguito alla prolungata osservazione), e l'affaticamento delle braccia del tiratore che talora deve mantenere il suo fucile in posizione di approntamento per tempi considerevoli
Naturalmente il compito primario del tiratore scelto è il tiro di precisione. L'avvistatore fa da osservatore, localizzando il bersaglio, studiandone le mosse e occupandosi delle comunicazioni con le altre unità alleate. Munito di uno speciale strumento ottico, il mirino d'avvistamento, l'avvistatore verifica altresì l'esito del tiro dopo aver passato al commilitone i dati fisici (come velocità e direzione del vento) in grado di influenzare l'impostazione dell'azione di fuoco.

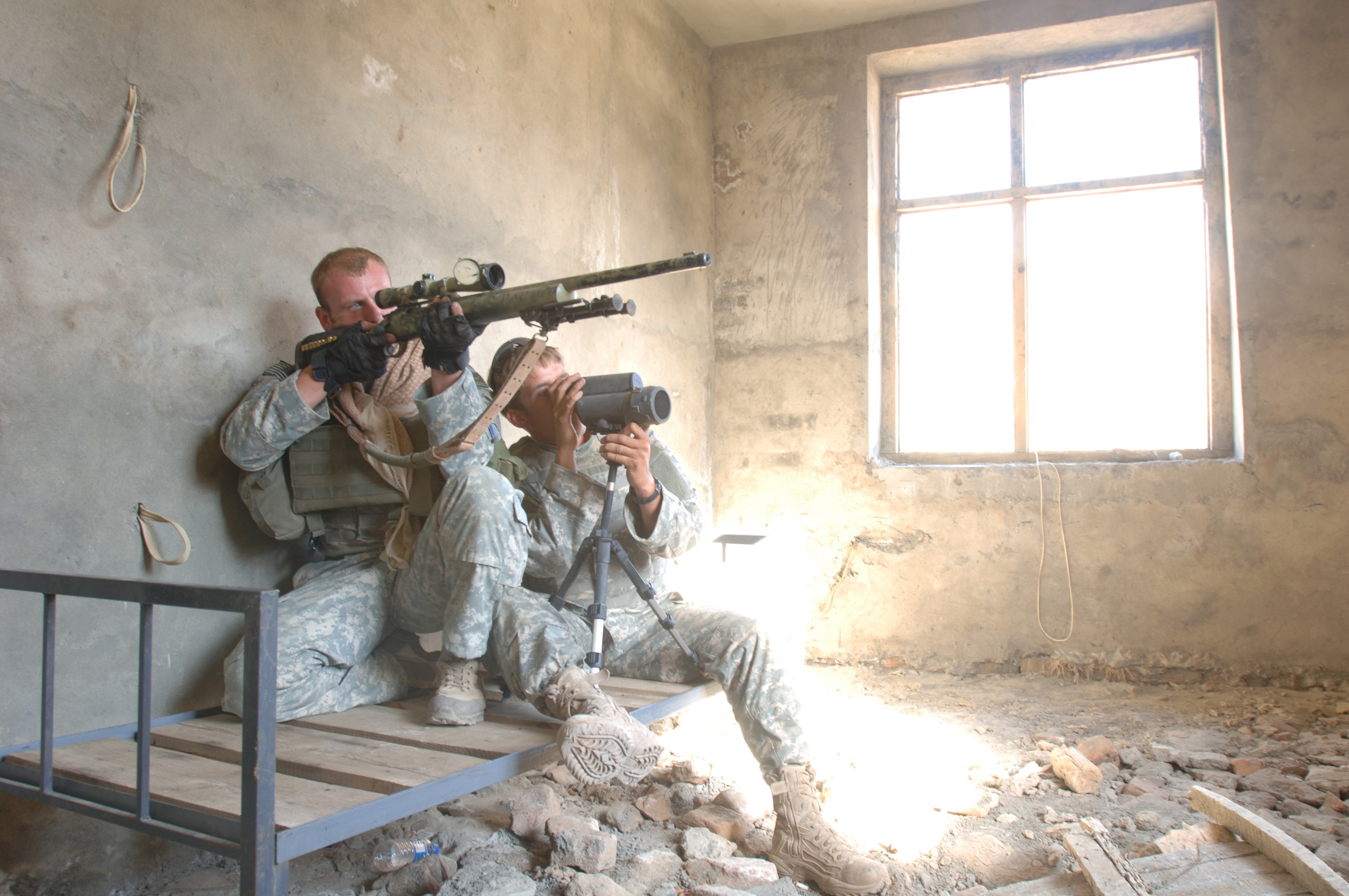
Una squadra di cecchini dell'Esercito Statunitense inquadrata nella Sezione di Ricostruzione della Provincia di Jalalabad

Oltre a questo l'assistente avvistatore – equipaggiato con un fucile d'assalto – provvede anche alla sicurezza ravvicinata della squadra, respingendo e/o prevenendo eventuali manovre ostili estemporanee del nemico.
In alcune forze armate, la squadra di tiratori scelti comprende un terzo uomo, il guardafianchi che ha l'incarico di sorvegliare gli angoli visuali che non possono essere agevolmente coperti dagli altri due militi.

## Filmografia
- Jarhead, regia di Sam Mendes (2005)
- American Sniper, regia di Clint Eastwood (2014)